# 下北沢カレーフェスティバル
下北沢カレーフェスティバル（しもきたざわカレーフェスティバル）は、東京都世田谷区の下北沢で毎年10月に開催されるカレーのイベント。主催は下北沢商店連合会とI LOVE下北沢。

## 概要
本イベントは、下北沢でカレーを提供する飲食店を中心に開催。
前身となるイベントが下北沢カレー王座決定戦として2011年11月3日の1日間のみ開催され、翌年からカレーフェスティバルと名称を改めた。
本フェスティバルは、アプリを使ったスタンプラリー形式のイベントであり、参加者はイベントへの参加や店舗をまわることでスタンプを獲得し、その数に応じて景品と交換することができる。また2018年には下北沢内でのみ使える電子通貨「シモキタコイン」を導入した。
11回目となる2022年は、これまでで最も長い32日間に渡って開催され、117店舗が参加した。

## カレーまん
カレーまんは、下北沢カレーフェスティバルの公式キャラクター。
「カレーマン」とされることもあるが、正確には「まん」は平仮名で表記する。
本フェスティバルの開催期間中、または I LOVE 下北沢が主催するイベントにしばしば出現する。
特にフェスティバル期間中は数人同時に出現することもあり、いずれも黄金の全身タイツに黒いブーツ、赤と金色の王冠という姿である。
語尾としては「ル〜!」を用い、このフレーズが多用した楽曲も制作、CDが販売されている。